# Steinentor

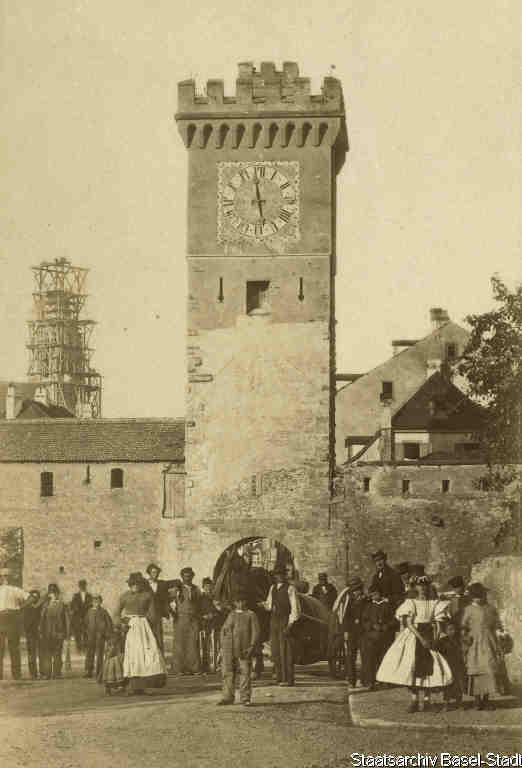
Das Steinentor von aussen her gesehen (Fotopositiv, vor 1864)

Das Steinentor (Baseldeutsch Schdainedoor [ˈʃdɐɪ̯nəˌdɔːʁ]) war ein Stadttor der Stadt Basel und einst Bestandteil der Basler Stadtmauer. Es wurde im Zuge des Basler Stadterweiterungsgesetzes von 1859 im Jahr 1866 endgültig abgerissen.

## Geschichte
Das Steinentor wurde erstmals 1387 als Herthor am Steinen erwähnt. Vermutlich war es der Nachfolgebau eines Tores einer bereits zuvor existierenden Vorstadtbefestigung. 1473 wurde vor dem Torturm im Stadtgraben ein Vorwerk mit Dach errichtet. Zur gleichen Zeit entstand vermutlich auch der Torvorhof, der sich bis zur heutigen "Inneren Margarethenstrasse" erstreckte. Etwa dreissig Jahre zuvor war ein provisorisches Vorwerk errichtet worden.
Die Illustration nach Emanuel Büchel um 1745 zeigt, dass auch das Steinentor ein Zeltdach und ein Vorwerk besass. Das Turmdach verschwand nach 1842 und wurde durch eine Zinnenkrone mit Glockentürmchen ersetzt. Der Vorhof wurde in den 1830er/1840er-Jahren auf die halbe Länge gekürzt.
1858 wurde der Vorhof des Tores mit dem Wachthaus und der Brücke über den Stadtgraben abgebrochen, nachdem der Graben aufgefüllt worden war. Das Vorwerk am Torturm musste 1865 weichen, im Oktober 1866 fiel der Turm selber mit den anstossenden Mauerabschnitten. Er stand direkt neben der heutigen BVB-Tramstation Heuwaage.